# INCS toenter
株式會社INCS toenter（日语：株式会社インクストゥエンター）是日本的經紀公司。

## 簡介
此公司設立於2004年6月，旗下藝人以網路歌手為主。此外，尚設立有獨立音樂唱片公司「TamStar Records」。
2014年6月30日，於集團內設立聲優事務所「株式會社m&i」。

## 旗下歌手及藝人

### INCS toenter
supercell
以發表VOCALOID歌曲的音樂家ryo為中心的創作人團體。唱片公司為Sony Music旗下的Sony Records與SOULTAG·GT music。
livetune
為發表VOCALOID歌曲的音樂製作人kz的一人樂團。更換過多家唱片公司，依序為Victor、LOiD、SOULTAG、TOY'S FACTORY（目前）。
八王子P
為發表VOCALOID歌曲的音樂家。唱片公司為TOY'S FACTORY，過去隸屬SOULTAG。
やなぎなぎ
創作歌手，曾是supercell的客座主唱nagi，也曾以（瞪羚）的名義活動。唱片公司為NBC環球娛樂。
Rapbit
饒舌歌手。唱片公司為EMI音樂日本，過去隸屬EXIT TUNES。
Gom
網路歌手。唱片公司為SOULTAG。

### INCS production
KEN THE 390
嘻哈歌手。唱片公司為Da.Me.Records。
SA.RI.NA
創作歌手。唱片公司為VillageAgain。
Tiara
創作歌手。唱片公司為日本CROWN。

### m&i
- 淵上舞
- 河崎文亮
- 吉岡美咲
- 高木朋彌
- 花守由美里
- 成海皐月

## 過去所屬者
- 佐佐木智代（現所屬：東京俳優生活協同組合[4]）
- 野田麻未（日语：のだまみ）（自由身[5]）
- 野田哲郎（現由Rush Style提供窗口業務[6]）
- 澤城千春（事業合作結束[7]）

## 外部連結
- INCS toenter官方網站（页面存档备份，存于）（日語）
- TamStar Records官方網站（页面存档备份，存于）（日語）
- INCS production官方網站（页面存档备份，存于）（日語）
- m&i官方網站（页面存档备份，存于）（日語）